# Куликовка (Ичнянский район)
Куликовка (укр. Куликівка) — посёлок,
Припутновский сельский совет,
Ичнянский район,
Черниговская область,
Украина.
Код КОАТУУ — 7421787604. Население по переписи 2001 года составляло 14 человек .

## Географическое положение
Посёлок Куликовка находится на берегу большого ирригационного канала,
на расстоянии в 3 км от села Томашовка.
К посёлку примыкает лесной массив.

## История
- 1915 год — дата основания.